# Jacques de Callières
Pour les articles homonymes, voir de Callières.
 (février 2020).
Si vous disposez d'ouvrages ou d'articles de référence ou si vous connaissez des sites web de qualité traitant du thème abordé ici, merci de compléter l'article en donnant les références utiles à sa vérifiabilité et en les liant à la section « Notes et références ».
Jacques de Callières (ou Caillières) est un militaire et homme de lettres français, né à la fin du XVIe siècle en Touraine, mort à Cherbourg le 13 juin 1662.

## Biographie
Jacques de Callières appartient à une famille originaire de Touraine qui n'était pas noble, à la différence des Callières de Saintonge. Son père, Hector de Callières a vécu dans un manoir proche d'Azay-le-Rideau. Si les Callières de Touraine n'étaient pas nobles, ils vivaient noblement.
Jacques de Callières a quitté la Touraine pour vivre à proximité des Matignon établis à Torigni. Il était l'écuyer de la châtelaine de cette maison, Anne Malon, et le gouverneur de son fils, Jacques III de Matignon, fils de François de Matignon. François de Goyon de Matignon est le fils de Charles de Matignon, comte de Torigni, marié à Éléonore de Longueville (1573 - 1639), fille de Léonor d'Orléans-Longueville, sœur de Henri d'Orléans-Longueville et tante de Henri II d'Orléans-Longueville, gouverneur de Normandie, beau-frère du Grand Condé.

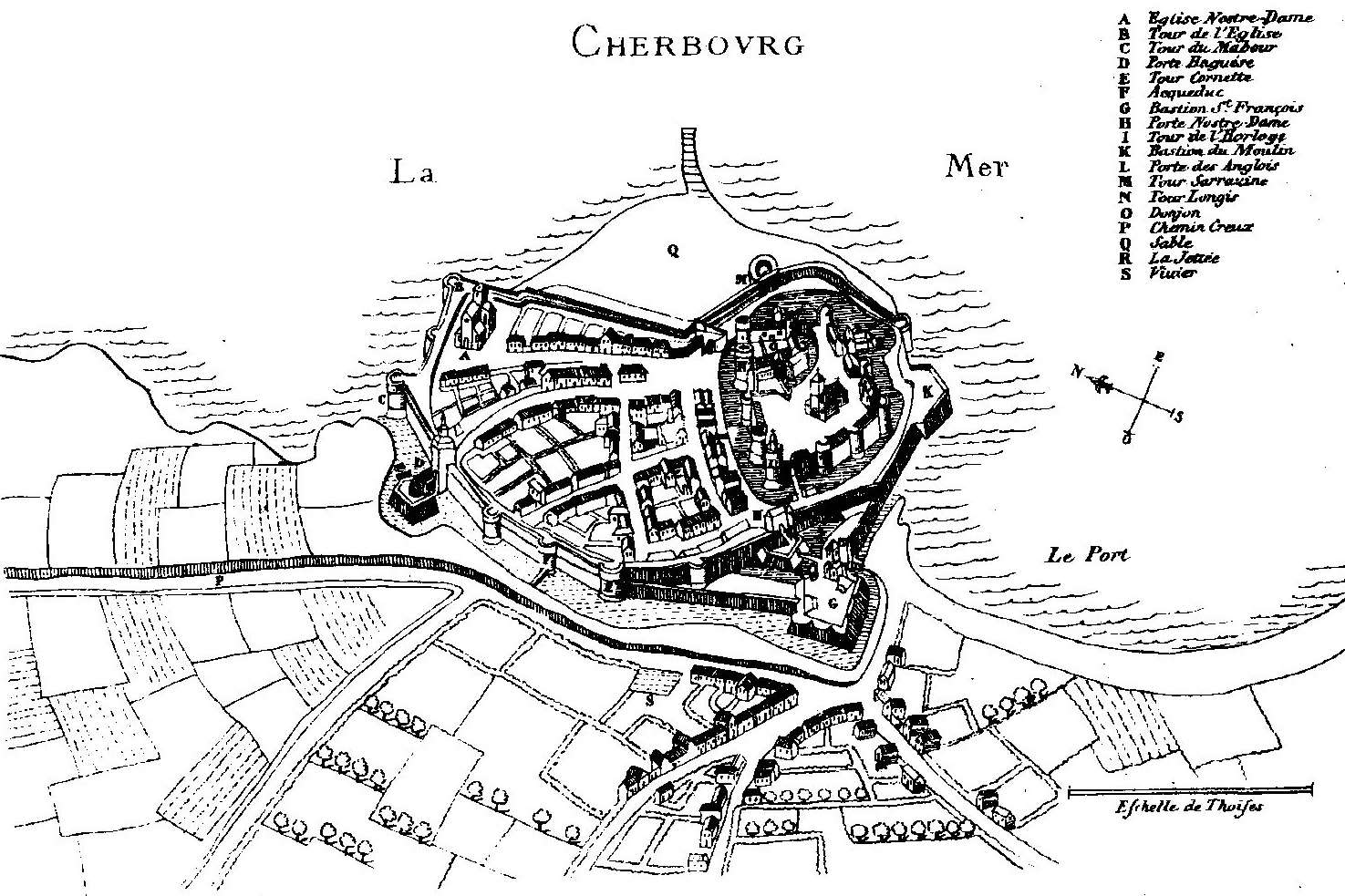
Plan de la ville et du château de Cherbourg.
Jacques Gomboust (1657)

Jacques de Callières fut maréchal des batailles des armées du Roi, commandant pour son service de la ville et du château de Cherbourg  de 1644 à 1662. 
Après une carrière sous les armes, il s'est fait écrivain. Son œuvre principale fut l’Histoire de Jacques de Matignon qui donne beaucoup de détails sur les guerres de religion en Normandie.
Ci-gît qui de Bellone affronta les hasards,
Puis, dans ses beaux écrits, fit briller la lumière
Le brave et illustre Caillières
Favori d’Apollon, des grâces et des muses.
LE MIÈRE DE BASLY
De son mariage avec Magdeleine Potier, d'une famille noble mais pauvre des environs de Coutances, il a eu l’académicien François de Callières, Anne de Callières, qui portent les prénoms du comte et de la comtesse de Torigni, et Louis-Hector de Callière, gouverneur de Nouvelle-France.

## Publications
- Histoire du duc de Joyeuse; ou, Le courtisan prédestiné, Paris, D. Thierry, 1669, 1662
- Histoire du mareschal de Matignon, gouverneur et lieutenant general pour le roy en Guyenne. Avec tout ce qui s'est passé de plus memorable depuis la mort du roy François I iusq'à la fin des guerres civiles, Paris, Augustin Courbé, 1661 (lire en ligne)
- La Fortune des gens de qualité, et des gentils-hommes particuliers : enseignant l'art de vivre à la cour suivant les maximes de la politique & de la morale, Paris, Estienne Loyson, 1661 (lire en ligne)
- Le Demeslé de l’amour et de la vérité, Paris, 1662
- Le Covrtisan predestiné, ov Le Dvc de Ioyevse capvucin. Divisé en devx parties, Paris, Pierre Traboüillet, au Palais, en la Galerie des Prisonniers, à la Fortune, 1668 (lire en ligne)
- Lettre héroïque sur le retour de M. le Prince, à la duchesse de Longueville, chez Jean Pien, Saint-Lô, 1660 (lire en ligne)
- Vers héroïques pour la galerie du château de Thorigny, Saint-Lô, J. Pien, 1660
- Vers français sur la mort du comte de Settz